# Handschuhsheim (Heidelberg)

Handschuhsheim, distrito de Heidelberg

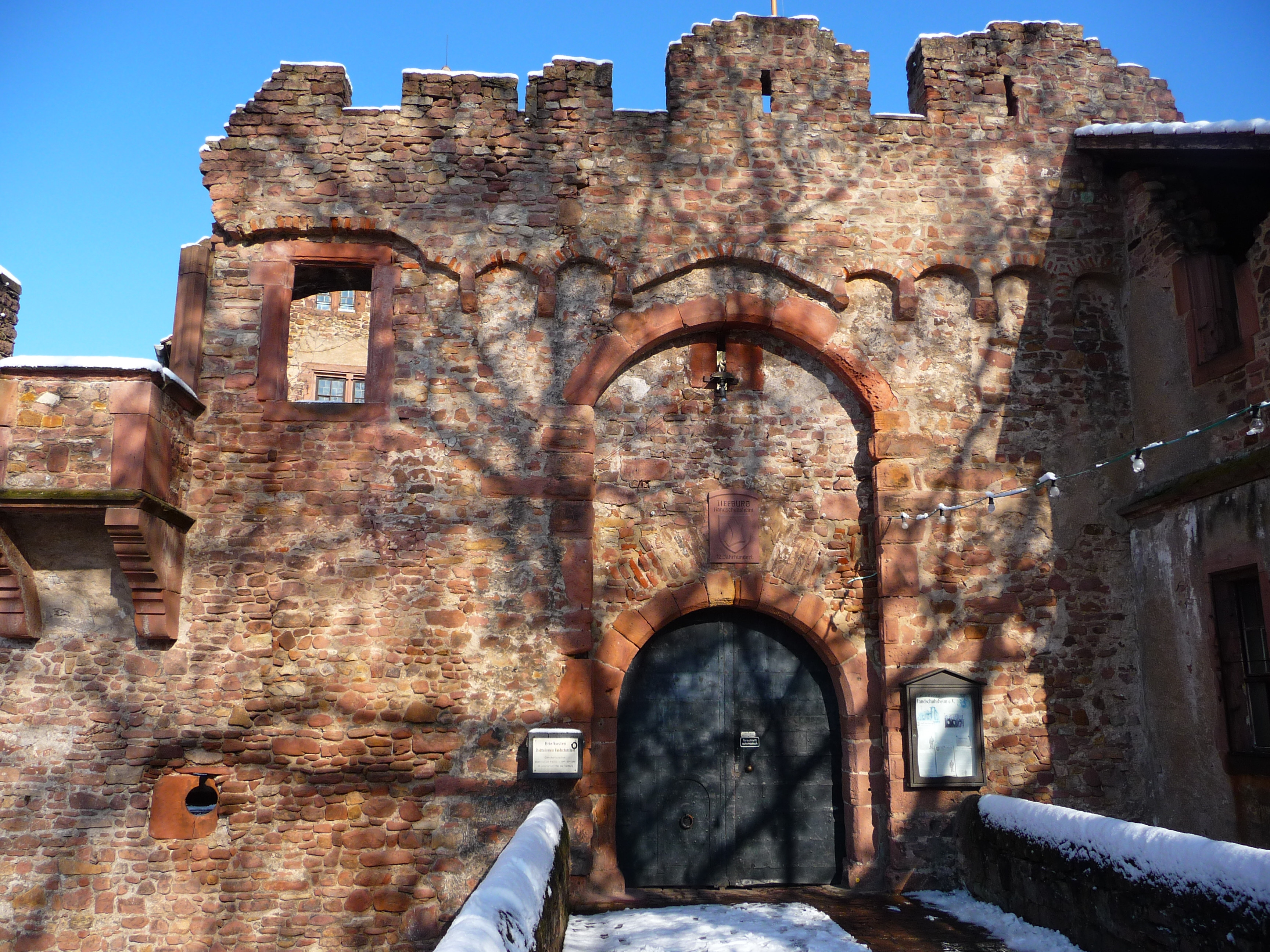
Portão de acesso a Tiefburg

Handschuhsheim é um distrito de Heidelberg, o mais populoso da cidade Alemã. Com área de 1.511 hectares, tem 17.003 moradores (situação em 2010).

Historisches Wappen von Handschuhsheim

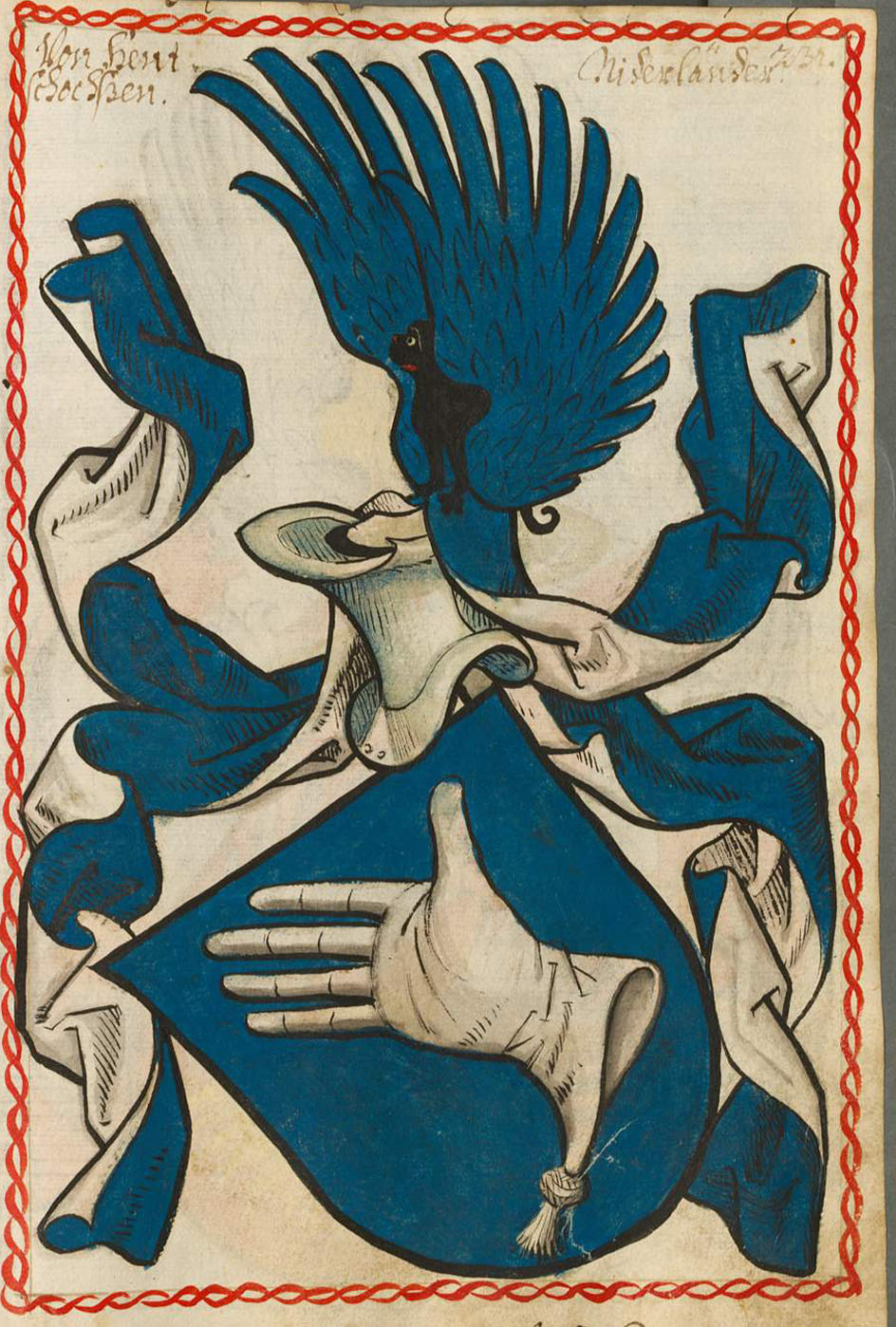
Wappen der Herren von Handschuhsheim nach dem Scheibler'schen Wappenbuch

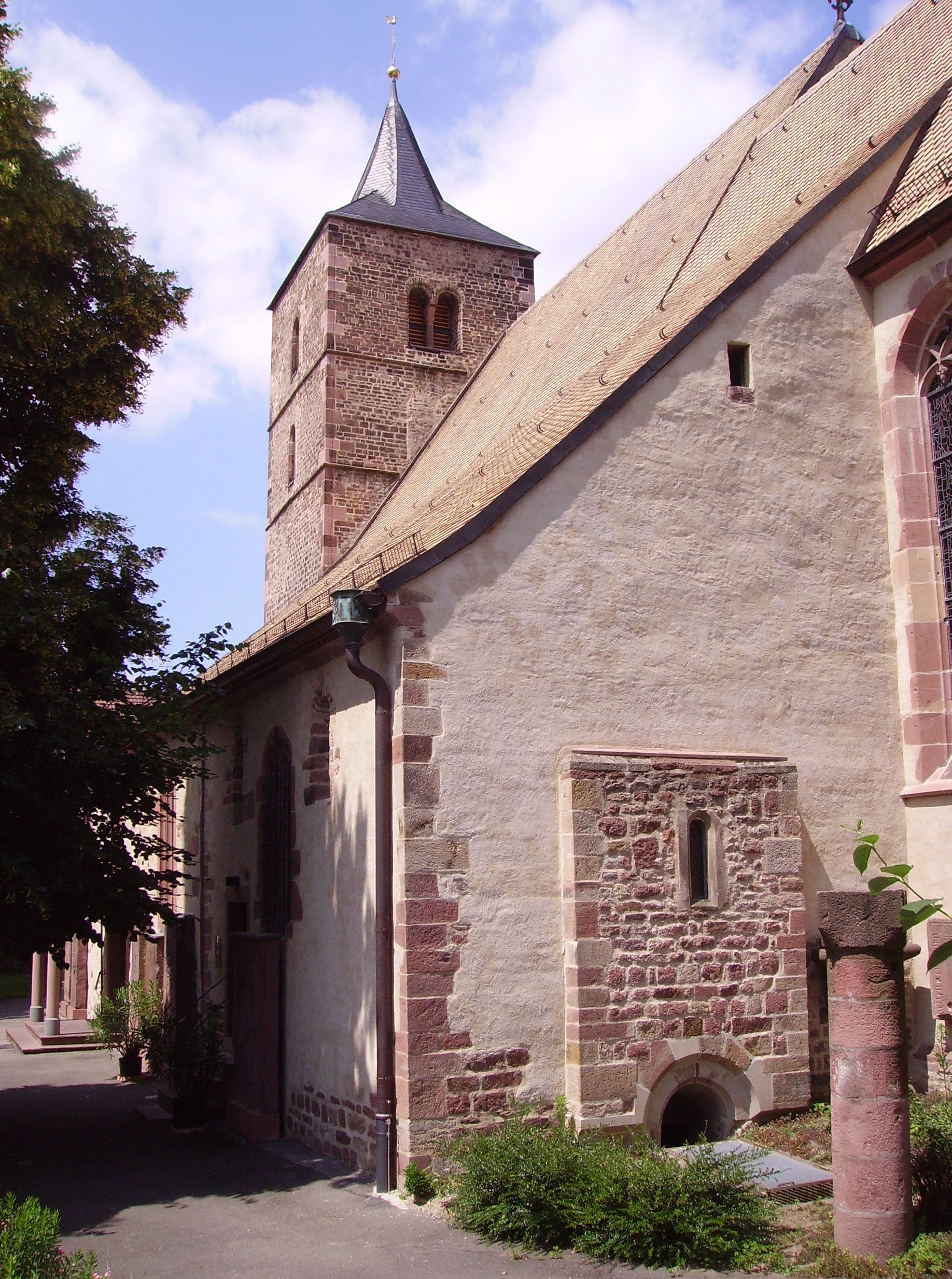
St. Vitus e St. Georg

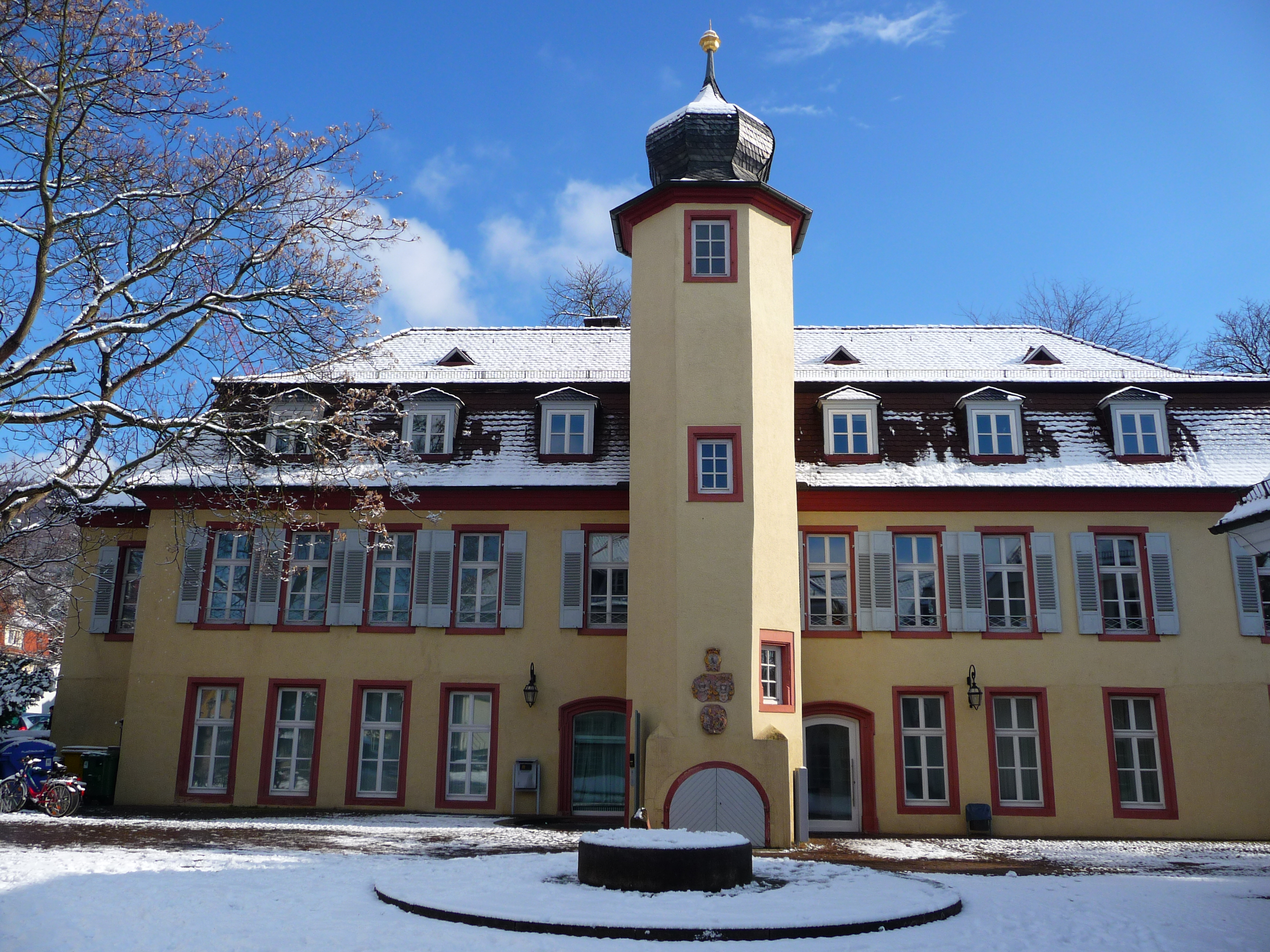
Schlösschen

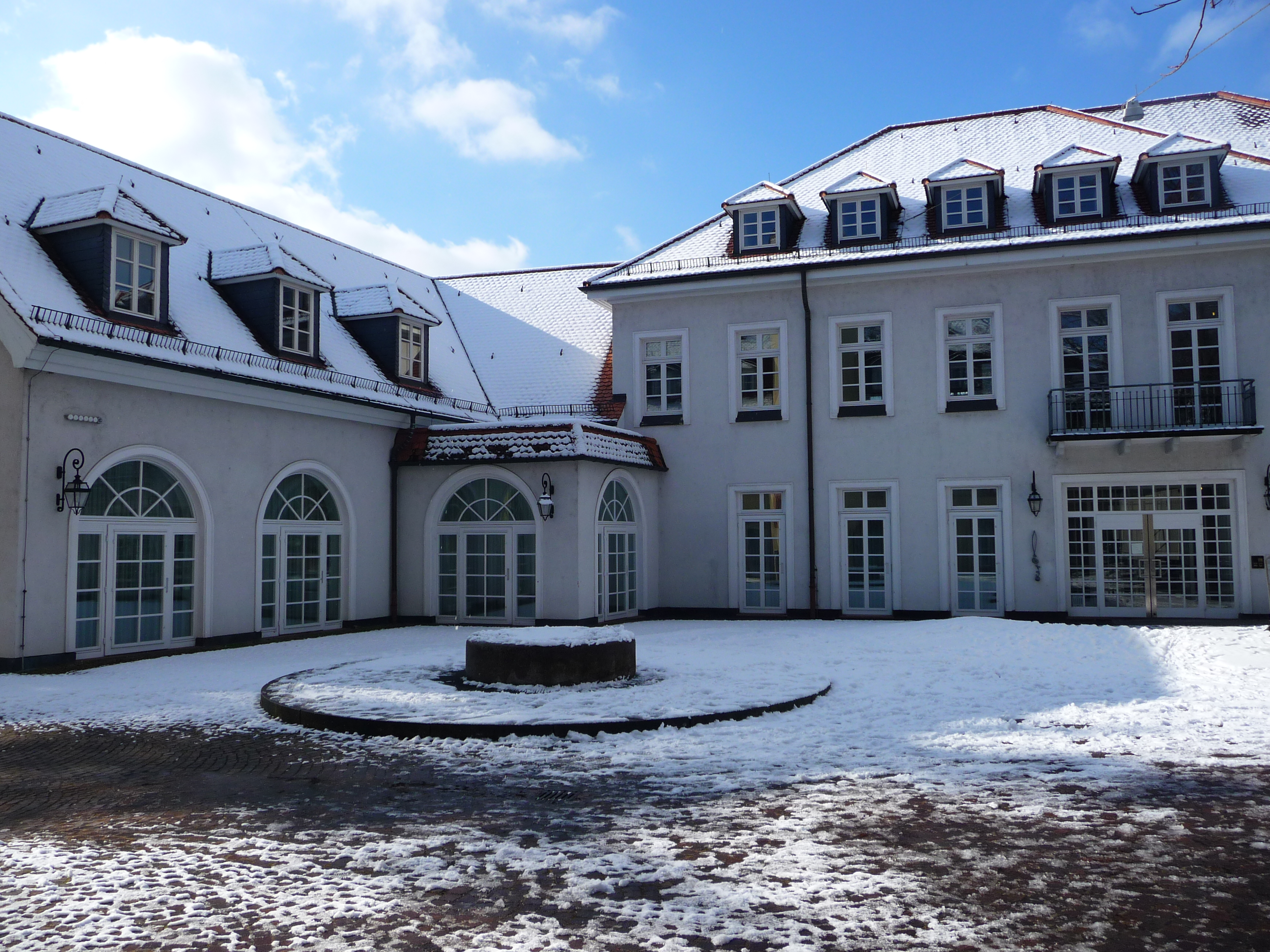
Die Orangerie des Schlösschens (links) dient heute als Carl-Rottmann-Saal

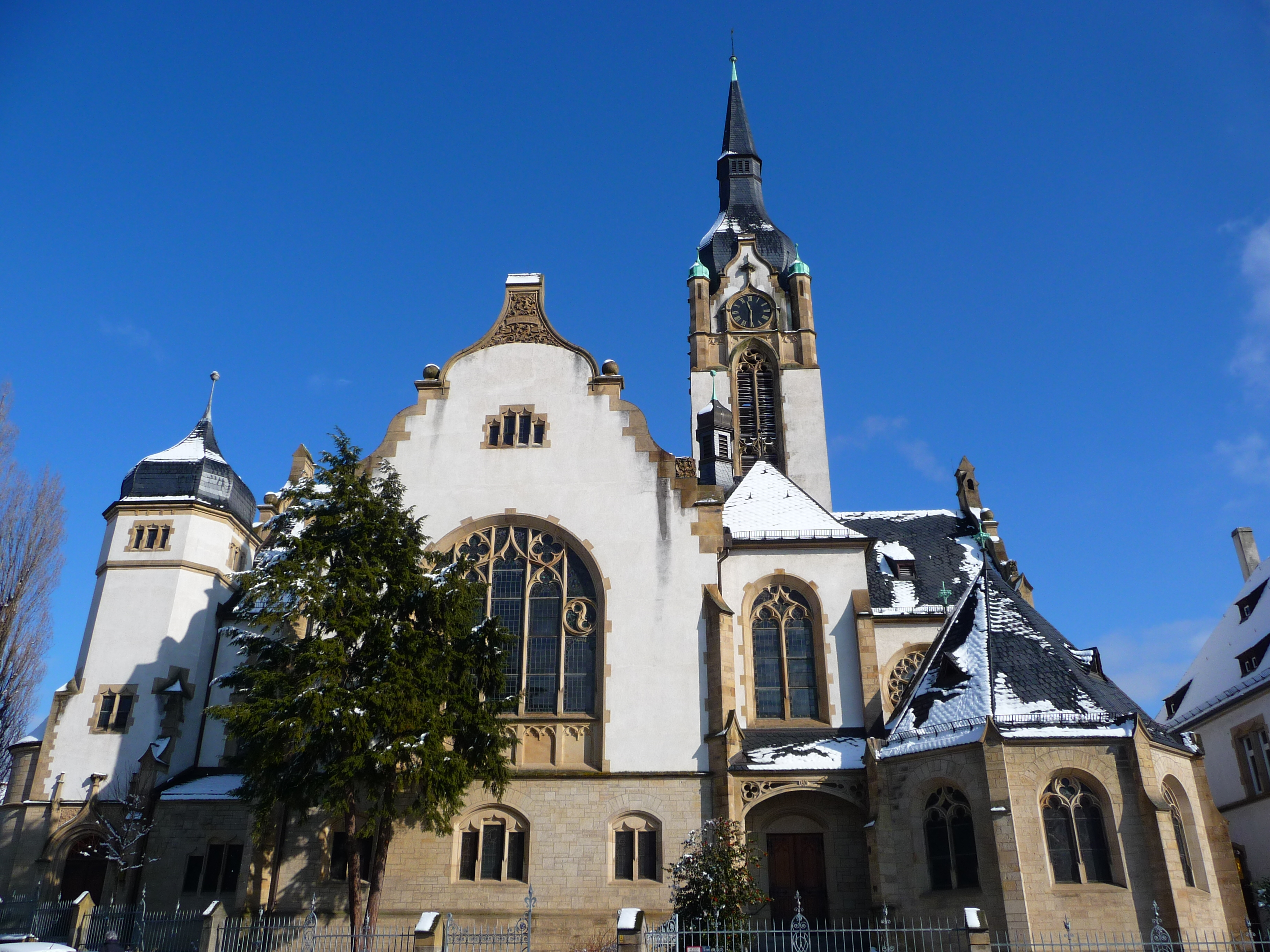
Friedenskirche von Westen

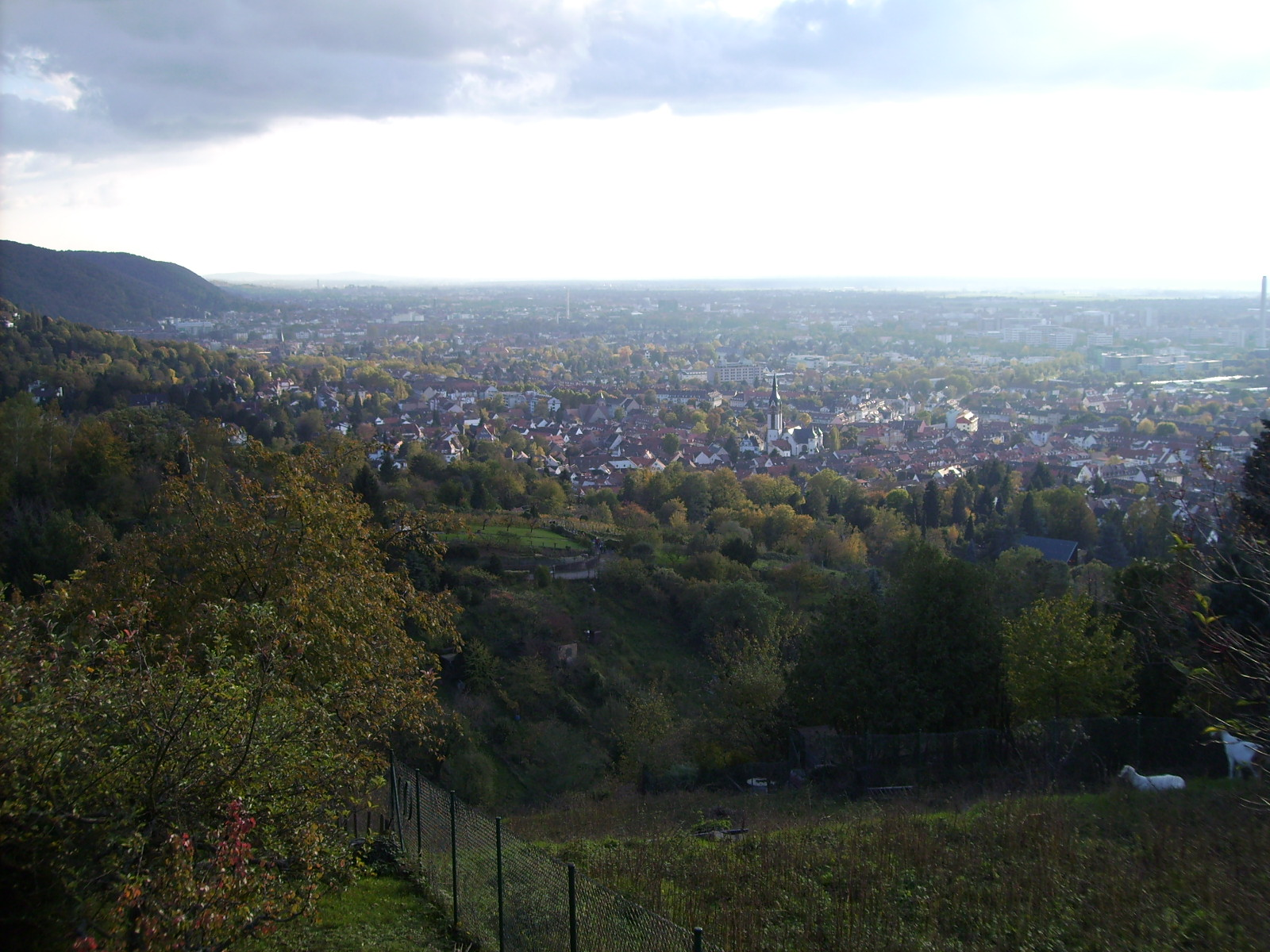
Blick auf Handschuhsheim
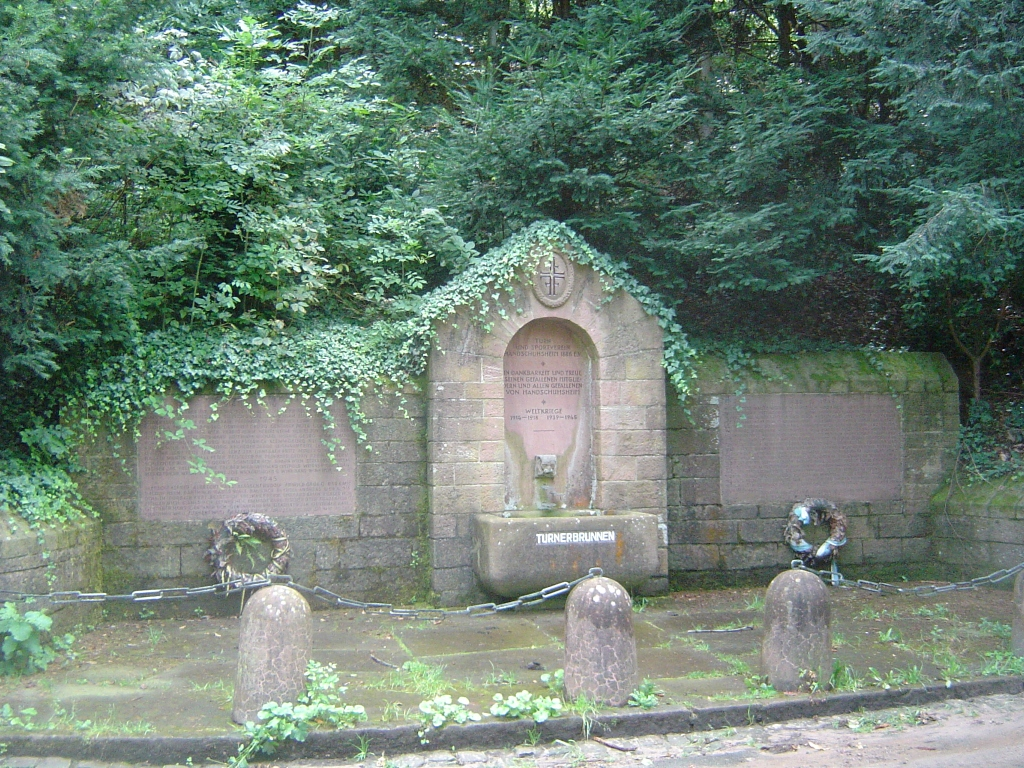
Turnerbrunnen im Siebenmühlental
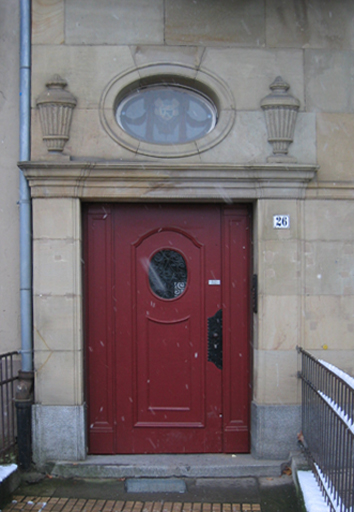
Jugendstilhaus
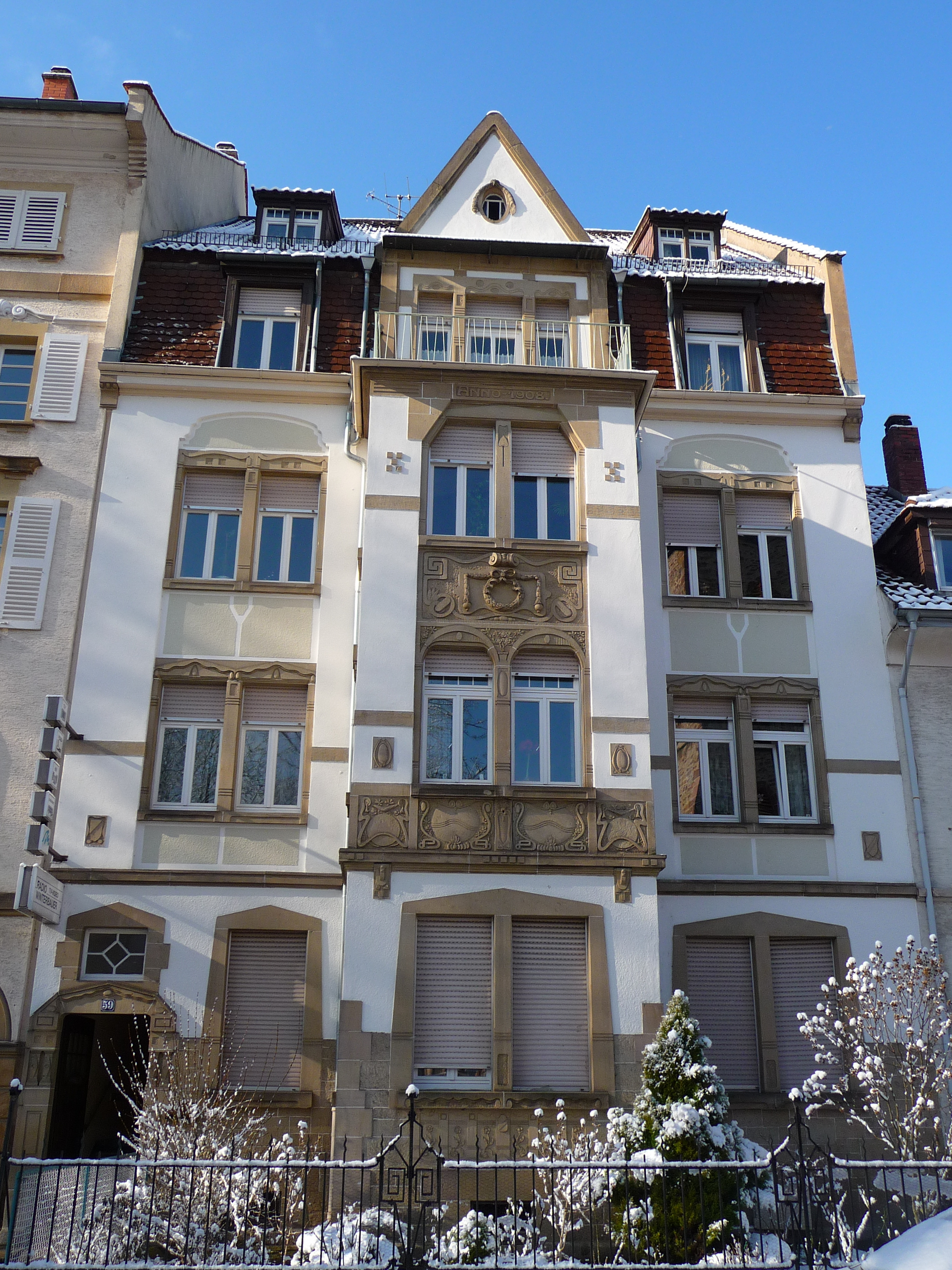
Wohnhaus aus dem Jahr 1908